# Tapinauchenius
Genre
Synonymes
- Pseudoclamoris Hüsser, 2018

Tapinauchenius est un genre d'araignées mygalomorphes de la famille des Theraphosidae.

## Distribution
Les espèces de ce genre se rencontrent en Amérique du Sud et aux Antilles.

## Liste des espèces
Selon World Spider Catalog (version 23.5, 11/08/2022) :
- Tapinauchenius brunneus Schmidt, 1995
- Tapinauchenius cupreus Schmidt & Bauer, 1996
- Tapinauchenius gretae Cifuentes & Bertani, 2022
- Tapinauchenius herrerai Gabriel & Sherwood, 2022
- Tapinauchenius latipes L. Koch, 1875
- Tapinauchenius plumipes (C. L. Koch, 1842)
- Tapinauchenius polybotes Hüsser, 2018
- Tapinauchenius rasti Hüsser, 2018
- Tapinauchenius sanctivincenti (Walckenaer, 1837)

## Systématique et taxinomie
Ce genre a été décrit par Ausserer en 1871 dans les Theraphosidae.
Pseudoclamoris a été placé en synonymie par Cifuentes en Bertani en 2022.

## Publication originale
- Ausserer, 1871 : « Beiträge zur Kenntniss der Arachniden-Familie der Territelariae Thorell (Mygalidae Autor). » Verhandllungen der Kaiserlich-Kongiglichen Zoologish-Botanischen Gesellschaft in Wien, vol. 21, p. 117-224 (texte intégral).